# Cyclocephala nike
Cyclocephala nike är en skalbaggsart som beskrevs av Brett C.Ratcliffe 1992. Cyclocephala nike ingår i släktet Cyclocephala och familjen Dynastidae. Inga underarter finns listade i Catalogue of Life.